# Campionati mondiali di ginnastica artistica 2011 - Corpo libero femminile

## Risultati
| Pos.    | Ginnasta           | Nazione     | Punteggio di partenza | Punteggio della giuria | Penalità | Totale |
| ------- | ------------------ | ----------- | --------------------- | ---------------------- | -------- | ------ |
| Oro     | Ksenija Afanas'eva | Russia      | 6,100                 | 9,033                  | -        | 15,133 |
| Argento | Sui Lu             | Cina        | 6,100                 | 8,966                  | -        | 15,066 |
| Bronzo  | Alexandra Raisman  | Stati Uniti | 6,100                 | 8,900                  | -        | 15,000 |
| 4       | Yao Jinnan         | Cina        | 6,000                 | 8,866                  | -        | 14,866 |
| 5       | Lauren Mitchell    | Australia   | 6,300                 | 8,433                  | -        | 14,733 |
| 6       | Jordyn Wieber      | Stati Uniti | 6,000                 | 8,700                  | -        | 14,700 |
| 7       | Elizabeth Tweddle  | Regno Unito | 6,100                 | 8,500                  | 0,1      | 14,500 |
| 8       | Diana Chelaru      | Romania     | 5,800                 | 8,400                  | -        | 14,200 |